# William W. Armstrong
William Wallace Armstrong (* 18. März 1833 in New Lisbon, Ohio; † 21. April 1905 in Cleveland, Ohio) war ein US-amerikanischer Drucker, Redakteur und Politiker (Demokratische Partei). Er war von 1863 bis 1865 Secretary of State von Ohio.

## Werdegang
William Wallace Armstrong wurde ungefähr vier Jahre vor dem Ausbruch der Wirtschaftskrise von 1837 im Columbiana County geboren. Er lebte dort bis zu seinem Umzug nach Tiffin (Seneca County) im Jahr 1847. In der Folgezeit machte er beim Seneca Advertiser eine Lehre zum Drucker. Er wurde später Redakteur und kaufte 1854 die Zeitung. Von 1857 bis 1861 war er Postmeister von Tiffin. Armstrong heiratete am 10. November 1857 Sarah Virginia Hedges. Das Paar hatte drei Kinder: zwei Söhne, welche in der Kindheit verstarben und eine Tochter namens Isabella Hedges (* 1864).
Die Democratic State Convention nominierte ihn 1862 für den Posten des Secretary of State. Bei der späteren Wahl im selben Jahr besiegte er den Amtsinhaber Wilson S. Kennon, welcher der Republikanischen Partei angehörte. Armstrong bekleidete den Posten eine zweijährige Amtszeit. Bei seiner Wiederwahlkandidatur im Jahr 1864 erlitt er gegenüber dem Republikaner William Henry Smith eine haushoche Niederlage. Er ist bis heute der jüngste Mann, der jemals dieses Amt bekleidete.
Nach dem Ende seiner Amtszeit 1865 zog Armstrong nach Cleveland. Er erwarb The Plain Dealer und war dort bis 1883 als Redakteur tätig. 1868 sagte er beim Amtsenthebungsverfahren von Präsident Andrew Johnson aus. Armstrong nahm 1868, 1880 und 1884 als Delegierter an den Democratic National Conventions teil. Eine Nominierung für das Amt des Gouverneurs von Ohio lehnte er 1881 ab.
Armstrong war von 1887 bis 1891 Postmeister von Cleveland. 1895 kandidierte er für den Posten als Cleveland City Treasurer.
Armstrong verstarb am 21. April 1905 in seinem Haus in Cleveland, er wurde auf dem Greenlawn Cemetery in Tiffin beigesetzt.